# John Gunn (Politiker)

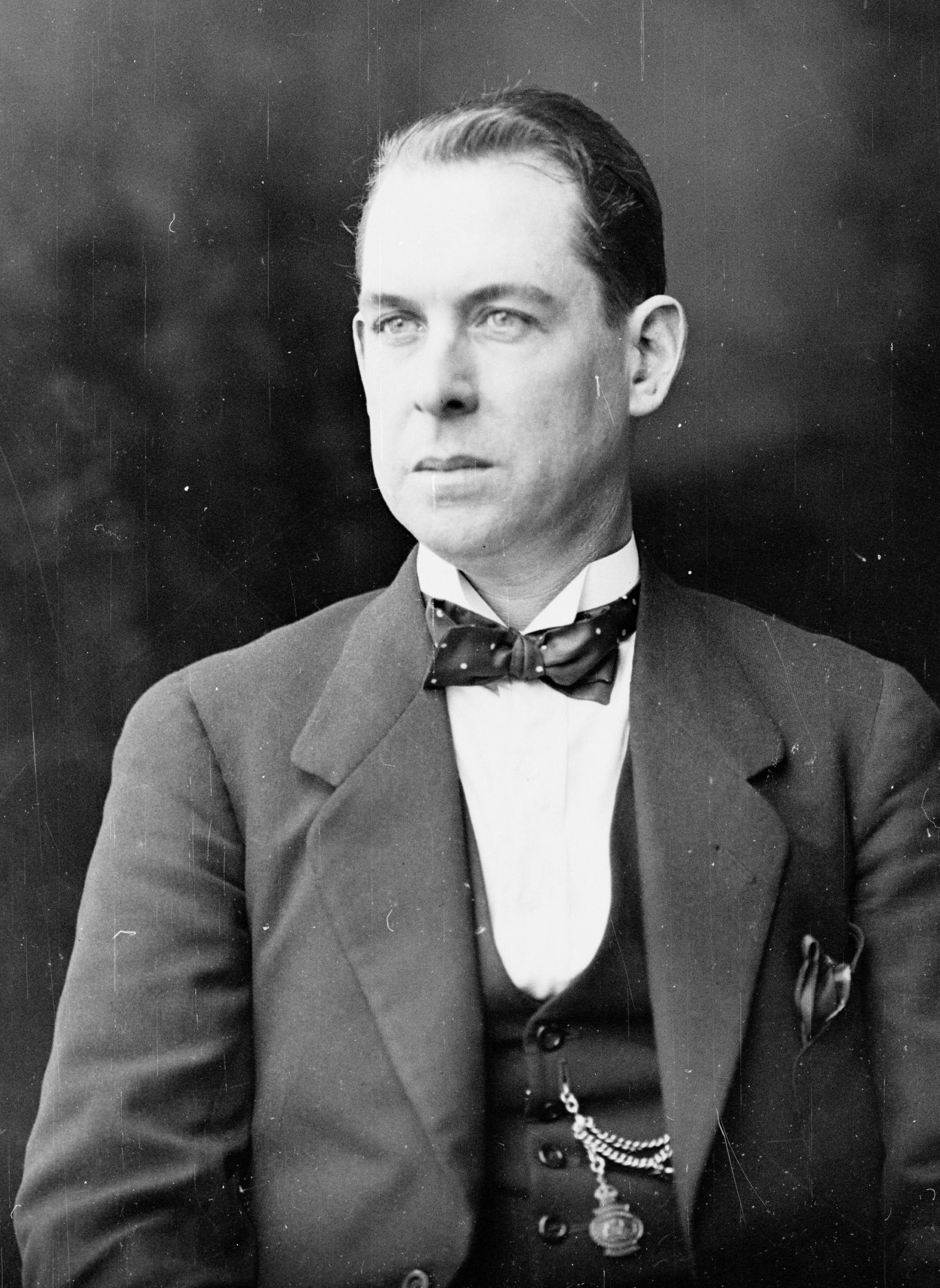
John Gunn (1925)

Hon. John Gunn (* 16. Dezember 1884 oder 1885 in Bendigo, Victoria; † 27. Juni 1959 in Waterfall, New South Wales) war ein Politiker der Australian Labor Party (ALP), der unter anderem von 1915 bis 1917 sowie zwischen 1918 und 1926 Mitglied des South Australian House of Assembly sowie von 1924 bis 1926 Premierminister von South Australia war.

## Leben

### Abgeordneter, Parteivorsitzender und Oppositionsführer
John Gunn, ein Autodidakt, kam aus Victoria nach South Australie und war in der Gewerkschaftsbewegung aktiv. Er wurde am 12. März 1915 im Mehrpersonen-Wahlkreis Adelaide als Nachfolger von Edward Alfred Anstey für die Australian Labor Party (ALP) erstmals zum Mitglied der South Australian House of Assembly gewählt, des Unterhauses des Parlaments von South Australia, und vertrat diesen Wahlkreis bis zu seinem Mandatsverzicht am 21. März 1917, woraufhin Bert Edwards seine Nachfolge antrat. Nach dem Mandatsverzicht von George Dankel bewarb er sich bei den Wahlen am 5. Mai 1917 als Gegner der Wehrpflicht in Australien im Wahlkreis Boothby für ein Mandat im Australischen Repräsentantenhaus, unterlag allerdings dem Kandidaten der Nationalist Party of Australia, William Story.
Bei den Wahlen am 6. April 1918 wurde Gunn für die ALP als Nachfolger von Reginald Blundell abermals im Mehrpersonen-Wahlkreis Adelaide abermals zum Mitglied der Legislativversammlung gewählt und gehörte dieser nunmehr bis zu seinem Mandatsverzicht am 28. August 1926, woraufhin Herbert George diesen Wahlkreis übernahm. Nach dem Rücktritt von Andrew Kirkpatrick wurde er als dessen Nachfolger am 18. April 1918 Vorsitzender der South Australian Labor Party sowie zugleich als Oppositionsführer. Als Parteivorsitzender setzte er sich dafür ein, den Einfluss der Labor Party sowohl in Großstädten als auch auf dem Land zu erhöhen. Während seiner Parlamentszugehörigkeit war er ferner zwischen dem 22. August 1918 und dem 16. April 1024 Mitglied des Ständigen Ausschusses für Eisenbahnen. Bei der Wahl am 9. April 1921 wurde die Labor Party unter seiner Führung mit 179.308 Stimmen (44,62 Prozent) zwar stärkste Fraktion, erhielt aufgrund des Wahlsystems allerdings nur 16 der 46 in der Legislativversammlung, während die Liberal Union unter Premier Henry Barwell mit 140.229 Stimmen (34,90 Prozent) 25 Abgeordnete stellte. Barwell blieb daraufhin Premier und Gunn Oppositionsführer.

### Premierminister, Mitarbeiter des australischen Premierministers und Rückzug aus dem politischen Leben
Aus den Wahlen am 5. April 1924 ging die Labor Party unter seiner Führung mit 192.256 Stimmen (48,35 Prozent) als Sieger hervor und erhielt elf zusätzliche, womit sie mit 27 der 46 Sitze in der Legislativversammlung über eine deutliche absolute Mehrheit verfügte, während die Liberal Federation von Premier Barwell mit 165.802 Wählerstimmen (41,7 Prozent) erhielt, acht Sitze verlor und nur noch 17 Abgeordnete stellte. Gunn wurde daraufhin am 16. April 1924 selbst Premierminister von South Australia. In seiner Regierung übernahm er zudem in Personalunion vom 16. April 1924 bis zum 28. August 1926 das Amt als Schatzminister (Treasurer), zwischen dem 16. April 1924 und dem 29. Januar 1925 als Minister für Rückführungen (Minister of Repatriation) und als Minister für Bewässerung (Minister of Irrigation) sowie schließlich vom 29. Januar 1925 bis zum 28. August 1926 als Eisenbahnminister (Minister of Railways).
Obwohl viele Vorschläge seiner Regierung von einem konservativen South Australian Legislative Council, dem Oberhaus des Parlaments dieses Bundesstaates, abgelehnt wurden, wurde unter Gunns Führung die State Bank of South Australia gegründet. Er nutzte die boomende Wirtschaft des Bundesstaates optimal und investierte in Wohnbauprojekte, Straßenprogramme und Umweltentwicklung. Außerdem erhöhte er die Staatsausgaben für Bildung deutlich. Gunn war in der Öffentlichkeit beliebt und wurde von seinen politischen Gegnern respektiert. Er sorgte für große Überraschung, als er nach zwei Jahren am 28. August 1926 als Premierminister zurücktrat, woraufhin Lionel Hill seine Nachfolge als Vorsitzender der Labor Party und Premierminister antrat.
Gunn selbst übernahm 1926 eine Position als Mitglied der Australischen Entwicklungs- und Migrationskommission (Commonwealth Development and Migration Commission), der er bis zu deren Auflösung 1930 angehörte. Im Anschluss wurde er mit einem stark reduzierten Gehalt 1930 Leiter der Entwicklungsabteilung im Amt des Liste der Premierminister Australiens James Scullin. Als dessen Nachfolger als Premierminister Joseph Lyons sich 1935 weigerte, Gunns Vertrag zu verlängern, erlitt Gunn, der sich von seiner Frau und seiner Familie entfremdet hatte, einen Nervenzusammenbruch. Seine berufliche Laufbahn war damit beendet und er verstarb rund 25 Jahre später verarmt der Kleinstadt Waterfall in New South Wales. Er geriet so weit in Vergessenheit, dass die südaustralischen Medien einige Wochen lang nichts vom Tod ihres ehemaligen Premierministers erfuhren.

## Hintergrundliteratur
- F. S. Wallis: Labour’s Thirty Years Record in South Australia. Adelaide 1923.
- D. Hopgood: A Psephological Examination of the South Australian Labor Party from World War One to the Depression. Ph.D. Thesis, Flinders University, 1974.